# 小俣蠖庵
小俣 蠖庵（おまた かくあん、男性、明和2年（1765年） – 天保8年7月9日（1837年8月9日））は、江戸時代中期の日本の篆刻家・書家・画家である。
名は孟寛のち孟奬、字を子猛のちに名六と改める。号は蠖庵の他に栗斎、晩年には眯翁とした。本姓は藤原氏。自ら修して符と称している。通称次郎兵衛。家名を襲名し7代目茂四郎となる。伊勢の人。

## 略伝
明和2年、伊勢山田上中之郷字河崎世古で生まれる。代々、豊受大神宮の神楽職を任ぜられ、また家業で味噌を商いした。書画骨董を好み、富裕であったので名品に出会えば高額でも購入し、数々の品を蒐集。鑑識にも精しかった。書・画ともに巧みで、画は越後で釧雲泉の門弟石川侃斎に就いて学び、山水図を最も得意とした。書は蘇軾や趙孟頫・董其昌に私淑し、古法帖などで独学した。僧玉潾から明楽を習っている。
篆刻は芙蓉門の高弟源惟良に就いて学び奥義を究め、後に一家を成した。福井端隠・古森痴雲・中西笠山・阪田葛丘などの優れた門弟を輩出した。
一時、家運が衰えたので信越地方に遊歴し霞樵再生と称した。帰郷した仮住まいで篆刻や書画三昧に暮らし、文人墨客が訪れその作品を求めたという。
蠖庵の号は晩年の居宅の名。諸国漫遊から戻ると家が古く棟がたわみ、しかも尺取虫のようだったので蠖庵とした。この号は主に書画に揮毫した。篆刻には栗齋と称した。他に別号が百以上もあった。最晩年は目を悪くしたので眯翁とした。
清雅を好み博識で無欲で気高く、常に穏やかなに人と接した。慈悲深く、困っている人がいると助けずにはいられなかった。盗賊にあって困窮した人に、即座に自ら画いた書画を20数枚も贈り復興の資金に充てさせたという。青木木米が零落して伊勢に隠れていたときも救済。木米は後に京焼の陶工として大成した。
享年73。伊勢山田天神岡に葬られる。印譜に『蠖庵印譜』がある。
蠖庵の生涯は福井端隠の『符先生寿伝』に伝えられる。